# Реформаторий
Реформаторий — уникальное исправительное учреждение медико-педагогического характера. Реформаторий в течение 11 месяцев функционировал в Москве в 1918-19 гг. Предназначался для молодых (17-21 год) людей. Целью содержания в реформатории было перевоспитание, приобщение к честной жизни. Размещался на территории, где в настоящее время находится Матросская тишина.
Несмотря на недолгое существование, реформаторий сыграл положительную роль во внедрении новых пенитенциарных идей. Опыт работы реформатория использовался при создании трудовых домов для несовершеннолетних.
Также Реформаторий был организован в Петрограде в 1917 году на территории расформированной Новознаменской психиатрической больницы-колонии (Новознаменский реформаторий). Позднее был преобразован в «3-ю сельскохозяйственную исправительно-трудовую колонию Ленинградской губернской инспекции мест заключения».